# Grzegorz Stellak
Grzegorz Józef Stellak (født 11. marts 1951 i Płock, Polen, død 17. november 2023) var en polsk roer.
Ved OL 1980 i Moskva vandt Stellak (sammen med Adam Tomasiak, Grzegorz Nowak, Ryszard Stadniuk og styrmand Ryszard Kubiak) en bronzemedalje for Polen i disciplinen firer med styrmand. Østtyskland og Sovjetunionen vandt guld og sølv. Ved de samme lege var Stellak en del af den polske otter, og han deltog også ved både OL 1972 i München og OL 1976 i Montreal.
Stellak vandt desuden én VM-medalje, en sølvmedalje i toer med styrmand ved VM 1975 i Nottingham.

## OL-medaljer
- 1980:  Bronze i firer med styrmand